# (6114) Dalla-Degregori
(6114) Dalla-Degregori est un astéroïde de la ceinture principale.

## Description
(6114) Dalla-Degregori est un astéroïde de la ceinture principale. Il fut découvert le 28 avril 1984 à La Silla par Walter Ferreri. Il présente une orbite caractérisée par un demi-grand axe de 2,23 UA, une excentricité de 0,13 et une inclinaison de 1,6° par rapport à l'écliptique.

## Compléments